# VVER

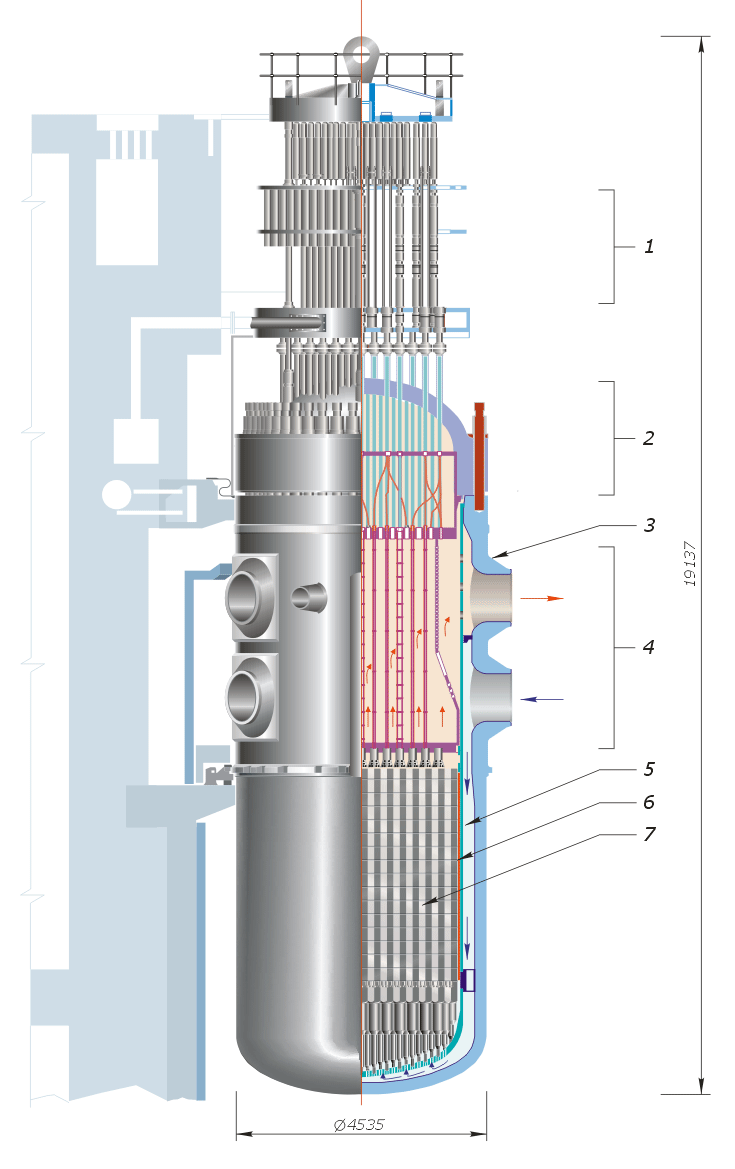
VVER-1000: 1 = regelstaven 2 = deksel 3 = drukvat 4 = ingang en uitgang koelwater 5 = bodem 6 = actieve zone 7 = splijtstofstaven

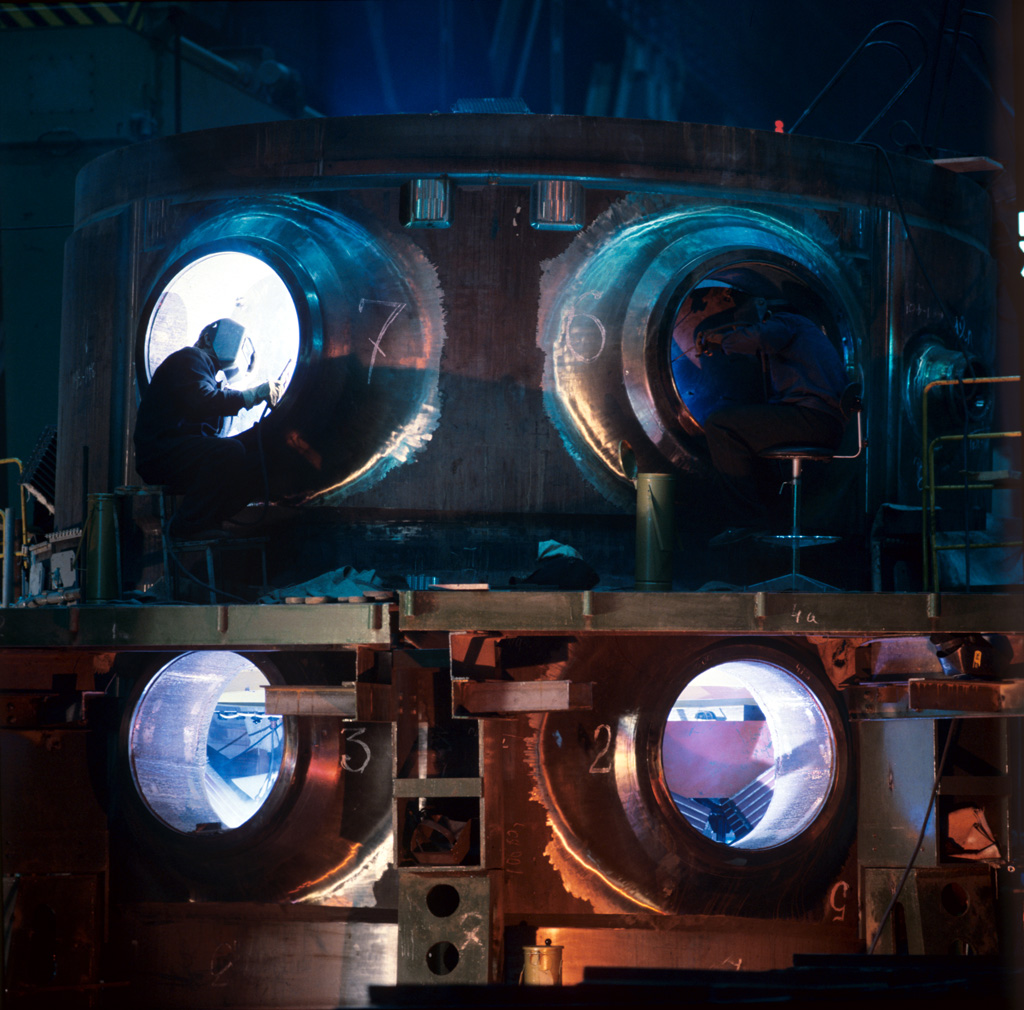
Binnenste van een VVER-1000

Vier horizontale koelkringen van een VVER-1000

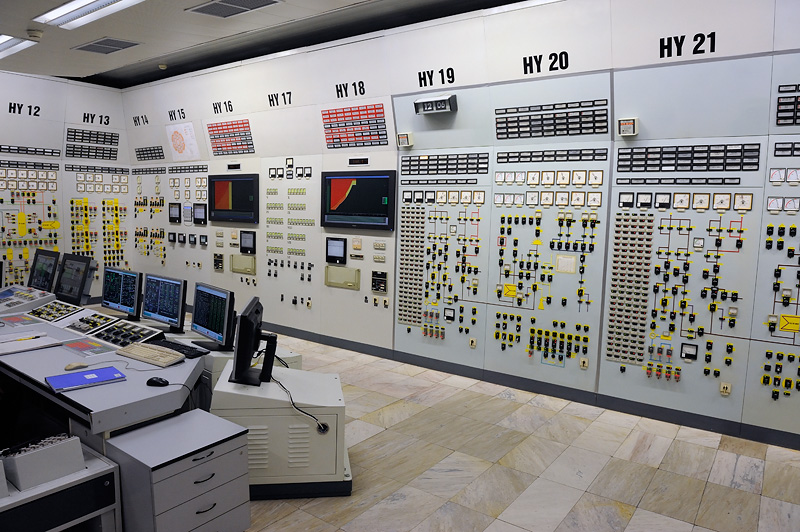
Controlekamer van de VVER-1000 van Kerncentrale Kozloduy

Een VVER-reactor of WWER, (Russisch: Водо-водяной энергетический реактор: Vodo-Vodjanoi Energetitsjeski Reactor: Water-Water Energie Reactor) is een reeks drukwaterreactoren van de Sovjet-Unie en nadien Rusland van OKB Gidropress. In de reeks zitten types van 440 megawatt elektrisch tot 1500 MWe. Ze zijn in gebruik in Armenië, Bulgarije, China, Tsjechië, Finland, Hongarije, India, Iran, Slowakije, Oekraïne en Rusland.
De eerste VVER werd gebouwd voor 1970. De VVER-440 model V230 was het meest courant. Dat model leverde 440 MWe en had zes primaire koelkringen met horizontale stoomgeneratoren. 
Model V213 had bijkomende veiligheidsmaatregelen voor kernkoeling, bijkomende ketelvoedingswaterpompen en meer sensoren om defecten te lokaliseren.
De grotere VVER-1000 van 1000 MWe werd ontwikkeld na 1975 en had vier koelkringen met noodkoeling en beantwoordt aan de derdegeneratiekernreactoren.
De VVER-1200 van 1200 MWe is nog groter en heeft bijkomende maatregelen voor passieve veiligheid. Hij kost 1,44 miljard dollar, duurt 54 maanden om te bouwen en heeft een levensduur van 50 jaar.
De VVER-1500 van 1500 MWe bevindt zich in ontwikkeling.

## Ontwerp
De onderscheidende kenmerken van een VVER zijn:
- Horizontale stoomketels
- Zeshoekige brandstofelementen
- Geen doorboringen in de bodem van het drukvat

Brandstofstaven zijn ondergedompeld in water van 150 bar, zodat het bij normale bedrijfstemperatuur van 300°C niet kookt.
De brandstof is uraniumdioxide met laag verrijkt uranium van 2,4 tot 4,4% uranium-235 in pellets geperst en in zircalloy brandstofstaven gevat.